# Warmblood checo (equino)
Warmblood checo, es una raza moderna de caballo de deporte Warmblood.

## Historia
El caballo checo Warmblood se crio selectivamente a partir de mediados del siglo XX mediante cruces de yeguas locales con sementales de diversas razas. Es posible que entre ellas figuraran Oriental y Español, así como otros de las razas Furioso, Hannoveriano, Oldenburger, Purasangre y Trakehner. 
Es la raza equina más numerosa de la República Checa.: 228  En 2021, la población era de unos 18000 a 20000; el estado de conservación de la raza figuraba como «sin riesgo».
Otras dos razas Warmblood de la zona están, al menos en parte, asimiladas a la población checa de sangre caliente: el Moravian Warmblood o Moravský Teplokrevník; y el Kinsky o Kůň Kinský, antiguamente conocido como caballo de oro de Bohemia. En 2004 y 2005 se crearon libros genealógicos separados para cada uno de ellos.: 459 

## Características
El caballo de sangre caliente checo es un caballo robusto y potente, criado con huesos fuertes. La raza tiene un cuello fuerte sobre un cuerpo elegante, un lomo ancho y largo y buenas pezuñas, aunque a veces son planas. La crin y la cola son muy gruesas.
El sangre caliente checo es un caballo relativamente longevo, sin pretensiones e implacable. La raza es dispuesta y enseñable, con muy buen temperamento. La mayoría son negros, castaños, o alazanes.
La yeguada de Kladruby desempeña un papel importante en la cría del caballo checo de sangre caliente. En el libro de pedigree se mencionan muchas otras razas, por ejemplo Purasangre, Francés de silla, Árabe y Anglo-árabe.

## Uso
Los caballos se utilizan principalmente en salto de obstáculos y en doma clásica; también son adecuados para la equitación recreativa.